# Teleesquí

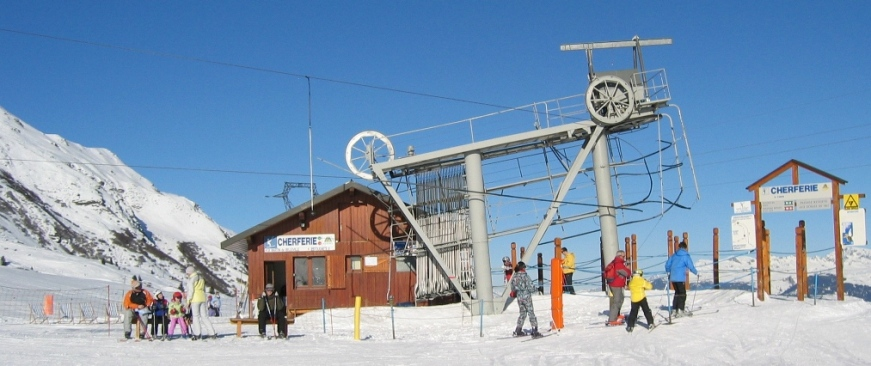
Vista lateral de l'estació inferior d'un teleesquí desembragable de disc.

El teleesquí és una mena de remuntador que arrossega els esquiadors muntanya amunt a través d'un itinerari fix, mentre ells romanen drets sobre els seus esquís. Això ho aconsegueix mitjançant un cable sostingut per diverses pilones que es mou a velocitat fixa i del qual pengen les perxes. Aquestes són uns elements allargats que en transmeten la velocitat als esquiadors, gràcies a un acabament perpendicular al seu eix, que els esquiadors es col·loquen rere la part superior de les cames, estirant-los endavant.

## Classificació

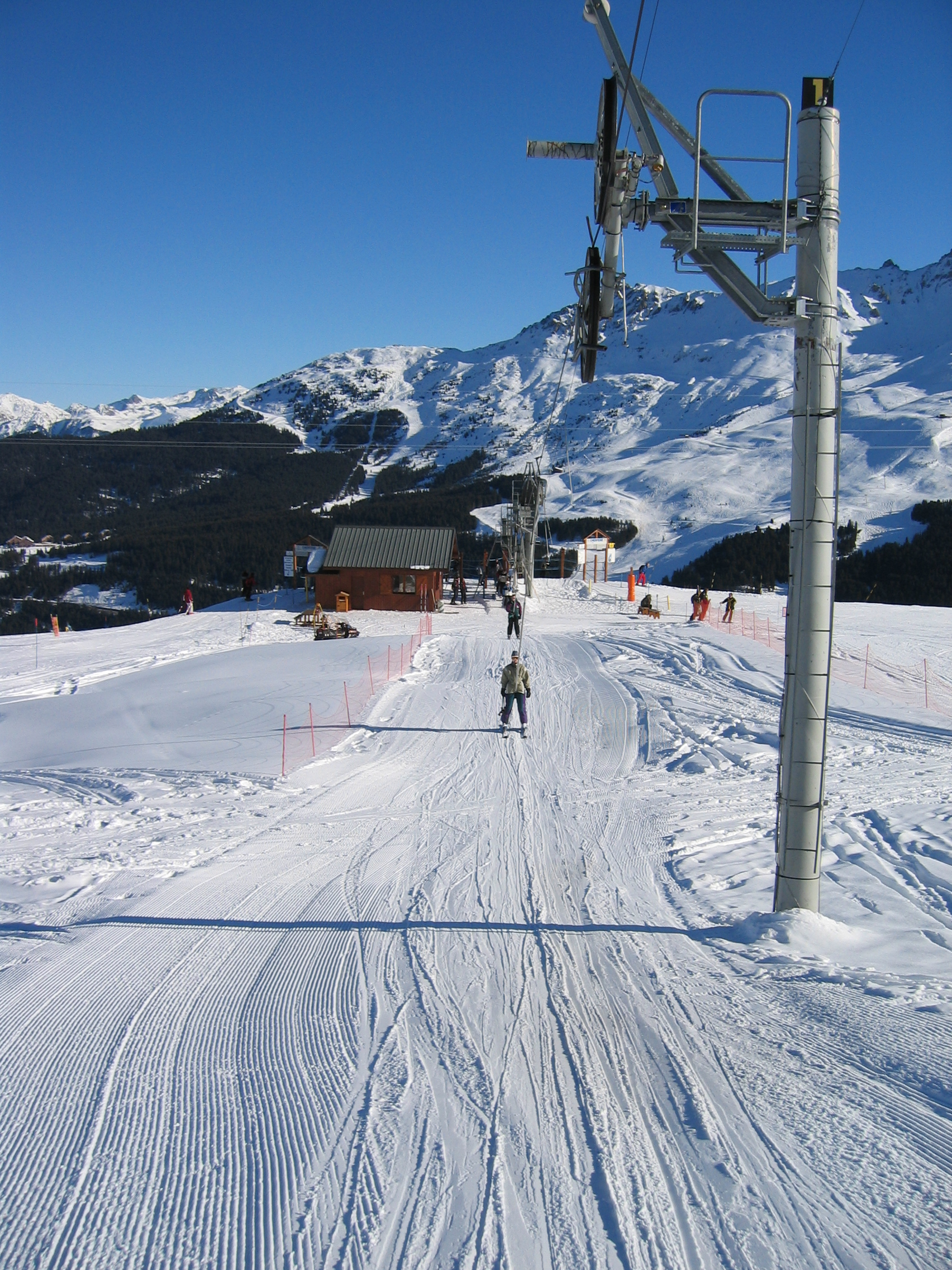
Telesquí desembragable de perxa rígida

### En funció de l'acabament de les perxes
Cada perxa pot servir per a estirar una o dues persones, en funció de la forma de l'element final que les estira:
- De disc: És per a una persona, que es col·loca el final de perxa sota les cames i el disc (en general de plàstic) sota el cul.
- D'àncora: Per a dues persones, que deixen el final de perxa al mig i col·loquen cada un dels braços de l'àncora rere les seves cuixes.

### En funció de l'embragatge
Entre les perxes (i, per tant, els esquiadors) hi ha sempre una distància mínima, però, depenent del tipus, no una de màxima. Aquest fet té a veure amb si la perxa és sempre solidària amb el cable o no. Així, distingim els següents tipus de teleesquís:
- Desembragables: Les perxes tenen un mecanisme que els permet desenganxar-se del cable. Romanen per defecte a la base del teleesquí, i només quan hi apareix un esquiador s'enganxen al cable, que abandonaran en acabar un cicle complet (remuntar l'esquiador fins dalt i tornar a la base). El nombre de perxes circulant és, doncs, variable.
- No desembragable: Les perxes estan sempre fixades al cable, amb el qual volten en tot moment.

### En funció de la rigidesa de la perxa
Tot i que la distància del cable a terra és fixa (uns 3 o 4 metres), l'esquiador, que és arrossegat per les perxes, no la percep com a constant, en primer lloc perquè el gruix de neu en el terreny és variable i després perquè el pendent del trajecte tampoc ho és. Aquest fet es resol amb una inclinació variable de les perxes, de manera que a vegades van quasi perpendiculars tant al cable com a la persona i a vegades no. Ara bé, l'estructura de la perxa tampoc és sempre igual, i en funció d'això podem fer una nova classificació dels teleesquís:
- De perxa rígida: La perxa és una barra de llargada fixa, articulada tant al començament com al final, de manera que pugui satisfer inclinacions variables respecte esquiador i cable.
- De perxa enrotllable: La perxa té un petit element rígid articulat amb el cable on s'enrotlla un altre cable al final del qual hi ha l'element de plàstic que estira l'esquiador. Aquest cable està sempre caragolat, excepte quan estira algú.

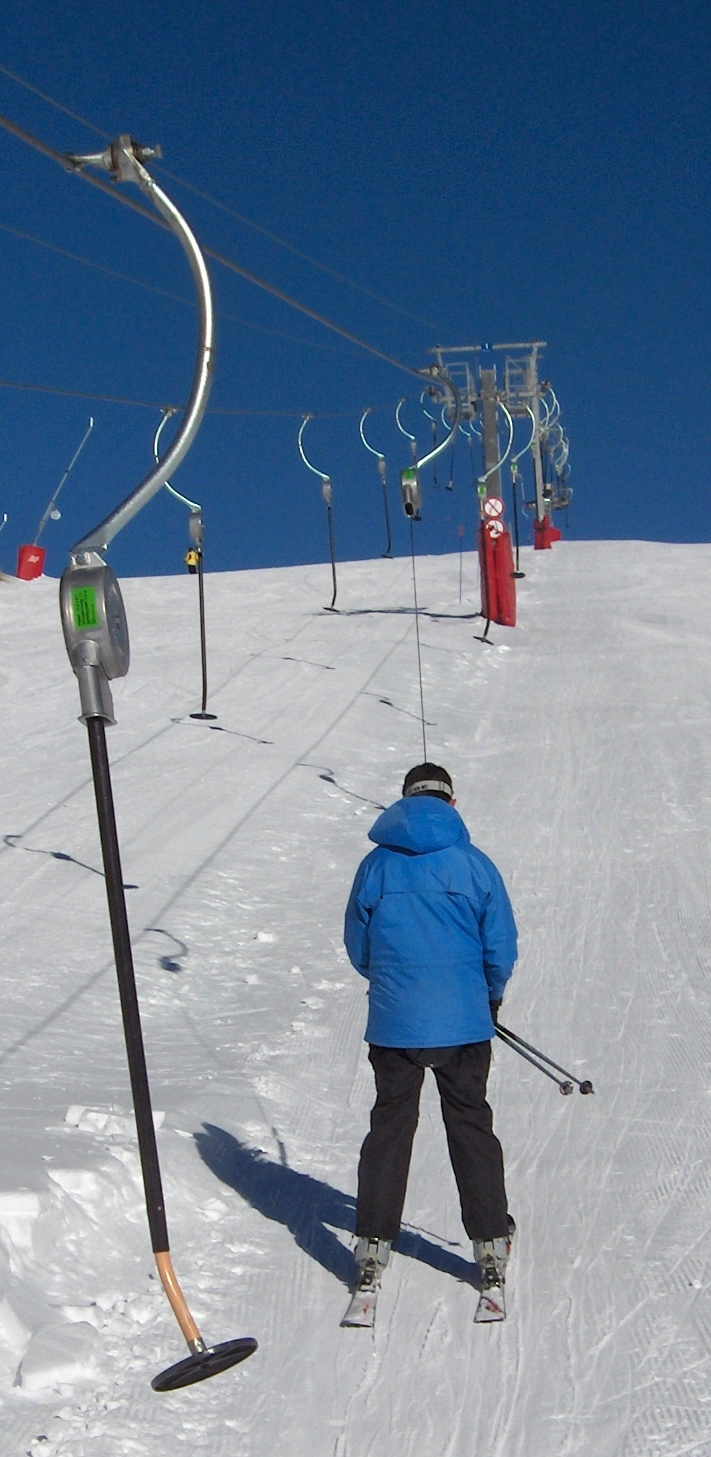
Teleesquí no desembragable de perxa enrotllable

Vistes aquestes tres classificacions de teleesquís en funció de la quantitat de gent que pot estirar una perxa, la seva solidaritat amb el cable, i la seva rigidesa, hom podria pensar que hi ha una gran varietat en la tipologia de teleesquís, però en realitat el seu nombre és molt inferior al 8 teòric. Així, per exemple, tots els teleesquís d'àncora són no desembragables i de perxa enrotllable, mentre que tots els desembragables són de perxa rígida i individuals (amb perxa circular). Aquest darrer és precisament el tipus de teleesquí més estès, especialment en distàncies i desnivells llargs. Els teleesquís no desembragables (de perxa rígida o no) se solen reservar per a trajectes curts en seccions planes, és a dir, destinats a esquiadors principiants. Tendeixen a ser substituïts per catifes rodants.